# Klavs Krikke
 Klavs Krikke  er en af de mange bifigurer til Mickey Mouse, som blev skabt i de tidlige tegnefilm. I modsætning til f.eks. Fedtmule blev han aldrig en hovedfigur, men han holdt længe som bifigur i tegneserierne. Han er en hest.
I de tidlige historier, der blev tegnet af Floyd Gottfredson, er han kæreste med Nora Malkeko, og han kommer af og til i vanskeligheder, som Mickey må redde ham ud af.

I de senere historier har han været en almindelig brugt bifigur ikke blot til Mickey, men også til Fedtmule og Pluto. Han kan være en ven i knibe, som Mickey må hjælpe, eller han kan være en irriterende nabo uden situationsfornemmelse. Han er ofte sammen med Fedtmule den, som er ved at blive gråhåret
 over Fedtmules dumhed. I historier med Pluto møder vi ham fra den gode side, hvor han ofte gør alt for at hjælpe sin ven Mickeys hund ud af kniben.

## Ekstern henvisning
- Andeby.dk: Klavs Krikke, 10. september 2007